# Fluberg Station
Fluberg Station (Fluberg stasjon) var en jernbanestation på Valdresbanen, der lå i bygden Fluberg i Søndre Land kommune i Norge.
Stationen åbnede 28. november 1902, da den første del af banen mellem Eina og Dokka blev taget i brug. Den blev nedgraderet til holdeplads 7. januar 1968 og til trinbræt 10. juni 1968. Persontrafikken på banen blev indstillet 1. januar 1989.
Stationsbygningen blev opført til åbningen i 1902. Den blev solgt fra i 1995.